# Draaiorgel de Brandweer
Draaiorgel de Brandweer is een Nederlands straatorgel dat in 1912 bij Limonaire in Parijs werd gebouwd. Het orgel telt 56 toetsen.

## Levensloop
Het orgel werd in 1912 gebouwd uit een oud cilinderorgel. De verbouw vond plaats in opdracht van de toenmalige eigenaar, de firma G. Perlee-Warnies uit Amsterdam. Het orgel kreeg toen fabricagenummer 4498. 
Het front werd gesierd door drie beelden waarvan het middelste, de kapelmeester, een hoofddeksel had dat werd vergeleken met een brandweerhelm. Daarom werd het orgel De Brandweer genoemd. 
De registers die orgel had waren Viool, Klarinet, Vox Humana, Trombone, Bas, Accompagnement, Xylophone en Grillophone.
Tussen 1925 en 1930 werd het orgel in eigen beheer bij Perlee aangepast. Hierbij werden de registers Klarinet, Vox Humana en Xylophone en Grillophone verwijderd. In de plaats kwam het register Bourdon-celeste. Zeer waarschijnlijk is Karel Struijs hiervan de maker, maar het is ook mogelijk dat het register door Van der Mueren uit Roosendaal is gemaakt. 
Het oorspronkelijke Limonaire-front werd verwijderd en grotendeels voor het orgel 'de Bels' gezet. Gijs van Nieuwkerk stelde voor de Brandweer een nieuw front samen waarbij gebruik werd gemaakt van frontdelen van een Bursensorgel. 
In de vooroorlogse periode is de Brandweer lange tijd is het orgel verhuurd geweest in Amsterdam, Haarlem, IJmuiden en Amersfoort. Na de oorlog heeft het korte tijd op de kermis in een zweefmolen dienst gedaan. Van 1946 tot 1983 speelde het in Den Haag. De toenmalige orgelman (P. van der Erf) kreeg in 1957 door bemiddeling van Kring van Draaiorgelvrienden de mogelijkheid om in Voorburg te gaan draaien. Na het overlijden van P. van der Erf in 1983 werd de exploitatie overgenomen door Louis Guykens. In 1987 werd hij de nieuwe eigenaar. In de 1991 werd het orgel gerestaureerd bij de firma Perlee in Amsterdam. Momenteel (2021) wordt het orgel nog steeds in Voorburg geëxploiteerd door een groep vrijwilligers.

## Bron
- Boek: Glorieuze orgeldagen, F. Wieffering, 1965, blz 45-46